# مارت ماریپو

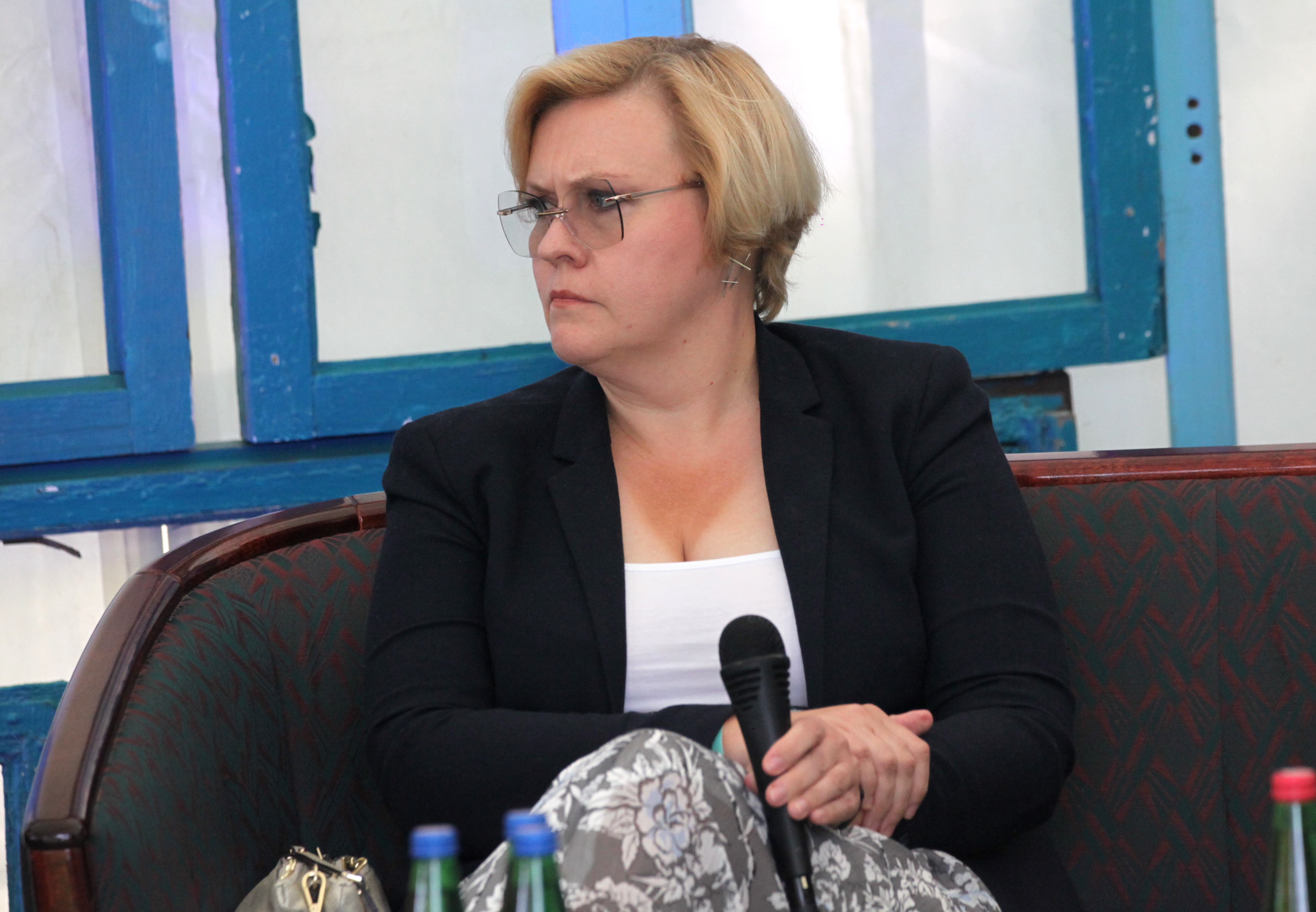
Maret Maripuu (2021)

مارت ماریپو (استونیایی: Maret Maripuu؛ زادهٔ ۱۶ ژوئیهٔ ۱۹۷۴) سیاست‌مدار اهل استونی است. وی از سال ۲۰۰۷ تا ۲۰۰۹ وزیر امور اجتماعی استونی و از سال ۱۹۹۹ تا ۲۰۰۷ عضو مجلس استونی بوده است.